# 尚利沃
尚利沃（法語：Champlive，法語發音：[ʃɑ̃liv]）是法国杜省的一个市镇，属于贝桑松区。

## 地理
尚利沃（47°17'21"N, 6°14'46"E）面积8.2 平方千米，位于法国勃艮第-弗朗什-孔泰大區杜省，该省份为法国东部内陆省份，北起上索恩省，西接汝拉省，东部及东南部与瑞士接壤，东北部与贝尔福地区省接壤。
与尚利沃接壤的市镇（或旧市镇、城区）包括：乌涅-杜沃、奥斯、布克朗。

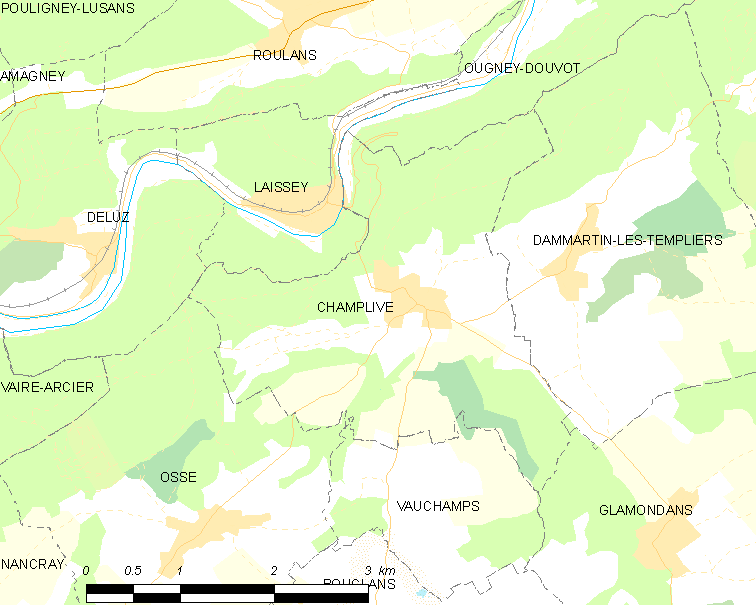
尚利沃的OSM定位图

尚利沃的时区为UTC+01:00、UTC+02:00（夏令时）。

## 行政
尚利沃的邮政编码为25360，INSEE市镇编码为25116。

## 政治
尚利沃所属的省级选区为博姆莱达姆县。

## 人口

1962-2008年间尚利沃人口变化图示

尚利沃于2022年1月1日时的人口数量为250人。